# With the Aid of Phrenology
With the Aid of Phrenology è un cortometraggio muto del 1913 diretto da Edward Dillon.

## Produzione
Il film fu prodotto dalla Biograph Company.

## Distribuzione
Distribuito dalla General Film Company, il film - un cortometraggio di 167,95 metri - uscì nelle sale cinematografiche USA il 29 settembre 1913. Nelle proiezioni, veniva programmato con il sistema dello split reel, accorpato in un'unica bobina con un altro cortometraggio prodotto dalla Biograph, la commedia Dyed But Not Dead.
Non si conoscono copie ancora esistenti della pellicola che viene considerata presumibilmente perduta.